# M250
M250 — ручной пулемет, разработан американским подразделением международной компании SIG Sauer по программе Армии США «Next Generation Squad Weapon» (с англ. — «Оружие отделения следующего поколения»). Цель программы — заменить стрелковое оружие Армии США — карабин M4A1 и пулемет M249 — на более более мощное.

## Описание
Ручной пулемет SIG LMG 6.8 / M250 light machine gun использует газоотводную автоматику с коротким ходом газового поршня и ручным газовым регулятором. Поворотный затвор с затворной рамой перемещаются внутри трубчатого хвостовика ствола. Вся ствольная группа вместе с газовым двигателем и затворной группой имеет возможность отката внутри ствольной коробки, сжимая при этом пружинно-гидравлический буфер. Это необходимо для того, чтобы снизить ощущаемую отдачу от мощных 6,8 × 51 мм патронов до приемлемого уровня. Стволы пулемета быстросъемные, комплектуются глушителями для уменьшения дульной вспышки и звука выстрела. Ствольная коробка выполнена из алюминиевого сплава. Стрельба ведется с открытого затвора, одиночными выстрелами и очередями.
Питание у пулемета — ленточное. Ленты металлические, рассыпные, с разомкнутым звеном. Направление подачи ленты — слева направо. Крышка механизма подачи ленты откидывается вбок (вправо), при этом лента может заряжаться в пулемет и без откидывания крышки при использовании специальных наконечников.

## Эффективность и превосходство
Ручной пулемёт M250 превосходит свои аналоги под винтовочный патрон 7,62 × 51 мм НАТО и тем более промежуточный  5,56 × 45 мм НАТО по дульной энергии и эффективной дальности благодаря беспрецедентно высокому для армейского оружия рабочему давлению патрона 6,8 × 51 мм — 550 мегапаскалей (против 414 и 379 МПа у 7,62 и 5,56 НАТО соответственно). Такого давления удалось достичь благодаря использованию двухкомпонентой конструкции гильзы — донце, на которое приходит основная нагрузка, выполнено из высокопрочной стали, а цилиндр — из общераспространённой для гильз латуни. При этом за счёт использования более лёгкой по сравнению с 7,62 НАТО пули (8,75 против 9,53 г), а также новых технологий гашения, отдача снижена, а использование быстрогорящих порохов позволяет использовать значительно более короткие стволы (41 у M250 против 55 см у M240). Пулемёт M250 способен вести эффективный огонь на 1–1,5 км и пробивать современные средства защиты, для которых мощности 5,56 мм НАТО уже недостаточно.